# Corentin (personnage de Balzac)
Corentin, né en 1771 ou 1777, est un personnage de La Comédie humaine d’Honoré de Balzac. 
Originaire de Vendôme, il est peut-être le fils naturel de Joseph Fouché qui lui confie une mission dans Les Chouans. Il a été formé à son métier par Peyrade. Excellent transformiste, il change de nom et d’aspect selon les besoins de ses missions.
Dans Les Chouans, en 1799, il envoie Marie-Nathalie de Verneuil espionner le marquis de Montauran.
Dans Une ténébreuse affaire, en 1803, il est « l'incroyable avec des épaules en bouteille de limonade » qui pourchasse les Simeuse et les Hauteserre, fait enlever le sénateur Malin de Gondreville, affronte Laurence de Cinq-Cygne, mais n’aboutit pas tout à fait dans sa mission.
Dans la deuxième partie de Splendeurs et misères des courtisanes, en 1830, devenu chef de la police politique, il fait arrêter Vautrin et Lucien de Rubempré.
En 1840, dans Les Petits Bourgeois, il a pris le nom de monsieur du Portail, et soigne Lydie Peyrade, fille de feu son ami Peyrade, qui est devenue folle à la suite d’un enlèvement et d’un viol dans Splendeurs et misères des courtisanes.
Pour les références, voir :